# 444 (szám)
A 444 (római számmal CDXLIV) egy természetes szám.

## A szám a matematikában
A tízes számrendszerbeli 444-es a kettes számrendszerben 110111100, a nyolcas számrendszerben 674, a tizenhatos számrendszerben 1BC alakban írható fel.
A 444 páros szám, összetett szám, kanonikus alakban a 22 · 31 · 371 szorzattal, normálalakban a 4,44 · 102 szorzattal írható fel. Tizenkettő osztója van a természetes számok halmazán, ezek növekvő sorrendben: 1, 2, 3, 4, 6, 12, 37, 74, 111, 148, 222 és 444.
A 444 négyzete 197 136, köbe 87 528 384, négyzetgyöke 21,07131, köbgyöke 7,62888, reciproka 0,0022523. A 444 egység sugarú kör kerülete 2789,73428 egység, területe 619 321,00936 területegység; a 444 egység sugarú gömb térfogata 366 638 037,5 térfogategység.